# Emin Moğulkoç
Emin Moğulkoç (Ankara, Turquía, 5 de marzo de 1970) es un árbitro de baloncesto turco.

## Trayectoria
Moğulkoç empezó su carrera como árbitro a la edad de 19 años (1989). Ha dirigido en cinco campeonatos europeos, dos femeninos y tres masculinos.

## Temporadas
| Categoría            | País    | Año               |
| -------------------- | ------- | ----------------- |
| Basketbol Süper Ligi | Turquía | 1989 - Actualidad |
| FIBA                 | Mundo   | 2003 - Actualidad |